# Emilia Eidt
Emilia Eidt (* 2004) ist eine deutsche Schauspielerin.

## Leben
Erste Erfahrungen vor der Kamera sammelte Eidt 2015 in der Fernsehserie Blochin als Tochter des Protagonisten, gespielt von Jürgen Vogel. Es folgten Nebenrollen in Fernsehserien und Spielfilmen, unter anderen in dem viel beachteten deutschen Spielfilm Das weiße Kaninchen aus dem Jahr 2016. 2019 und '20 verkörperte Eidt die Rolle der Lara Fink in der RTL-Fernsehserie Nachtschwestern.

## Filmografie
- 2015: Blochin (Fernsehserie, 3 Episoden)
- 2016: Das weiße Kaninchen (Fernsehfilm)
- 2017: Capelli Code (Fernsehserie)
- 2018: Der Barcelona-Krimi (Fernsehreihe)
- 2019–2020: Nachtschwestern (Fernsehserie, 10 Episoden)
- 2021: SOKO Potsdam: Mutterliebe (Fernsehserie)
- 2022: Der Bergdoktor (Fernsehreihe), Folge: Hochspannung
- 2023: Tatort: Unten im Tal
- 2023: In aller Freundschaft (Fernsehserie, zwei Folgen)
- 2023: SOKO Leipzig (Fernsehserie, Folge Joela)
- 2023: Die Heiland – Wir sind Anwalt (Fernsehserie, Folge Biggis Blond)